# Саллі Мунтарі
Суллейма́н Алі́ «Са́ллі» Мунта́рі (англ. Sulleyman Ali "Sulley" Muntari; нар. 27 серпня 1984 року, Кононго, Гана) — ганський футболіст. Півзахисник збірної Гани та італійської «Пескари».

## Досягнення
«Портсмут»
- Володар кубка Англії: 2007-08

«Інтернаціонале»
- Чемпіон Італії: 2008-09, 2009-10
- Володар кубка Італії: 2009-10
- Володар суперкубка Італії: 2008, 2010
- Переможець Ліги чемпіонів: 2009-10
- Клубний чемпіон світу: 2010

Гана
- Бронзовий призер Кубка африканських націй: 2008